# Полынь однолетняя
Полы́нь одноле́тняя (Чага́н; лат. Artemísia ánnua) — однолетнее травянистое растение, вид рода Полынь семейства Астровые (Asteraceae).

## Распространение и экология
Распространено в Южной и Юго-Восточной Европе, Восточной и Средней Азии. Занесено в Северную Америку.
В России встречается в Европейской части и предгорьях Кавказа.
Растёт на песчаных местах, в садах, на насыпях железных дорог, в населённых пунктах. Сорное растение.

## Ботаническое описание

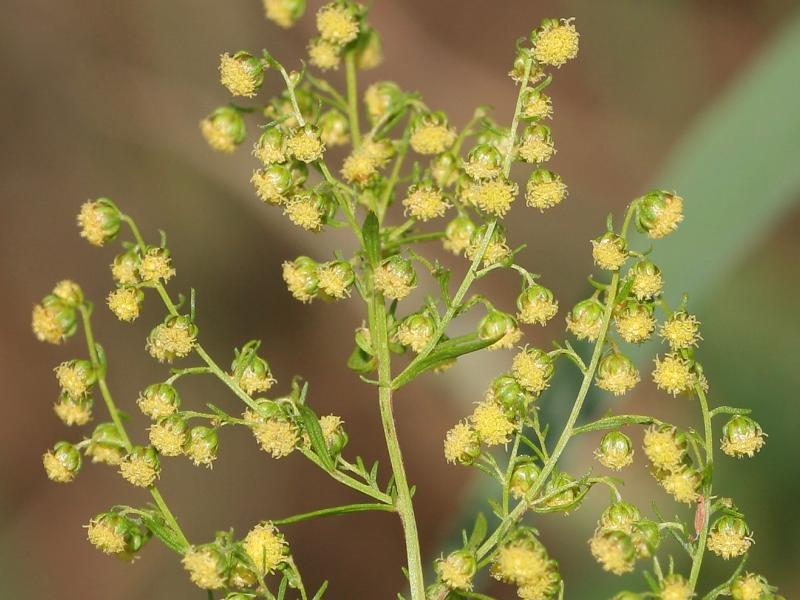
Соцветие полыни однолетней.

Стебли высотой 30—100 см, прямостоячие, с приятным запахом, голые ребристые буроватые или фиолетово-буроватые.
Стеблевые листья короткочерешковые; нижние листья сидячие дважды перисторассечённые; сегменты перистонадрезанные яйцевидные. Листья очерёдные, в общем очертании широкояйцевидные, 2,5—10 см длиной и 2,5—4 см шириной, боковых сегментов по 2—3(5) с каждой стороны. Черешочки боковых сегментов широко окаймлённые. Конечные дольки быстро заострённые.
Цветки жёлтые. Корзинки на поникающих тонких ножках 1—3 мм длиной, полушаровидные, образуют общее рыхлое, широкое густо облиственное метельчатое соцветие; обёртка голая, листочки линейные плёнчатые. Краевые цветки в корзинке женские, с нитевидным язычком; срединные — обоеполые, бокальчато-трубчатые.
Плод — продолговатая плоская семянка без хохолка.
Цветёт в июле — августе. Плоды созревают в августе — сентябре.

## Химический состав
Надземные часть содержат эфирное масло которое состоит (по данным одного образца): 20 % апинена, 7 % камфена, 10 % цинеола, 30 % артемизиактена и других веществ.
Листья содержат 73,9 мг % аскорбиновой кислоты.
В 1972 году из растений полыни однолетней китайский фармакологом Ту Юю был выделен сесквитерпеновый лактон артемизинин, являющийся сейчас одним из основных ингредиентов для лекарств против малярии. По словам Ту Юю, чтобы выделить это вещество, она и её коллеги проработали более 190 вариантов. В 2015 году Ту Юю за открытия, касающиеся новых методов борьбы с малярией, стала лауреатом Нобелевской премии по медицине.

## Значение и применение

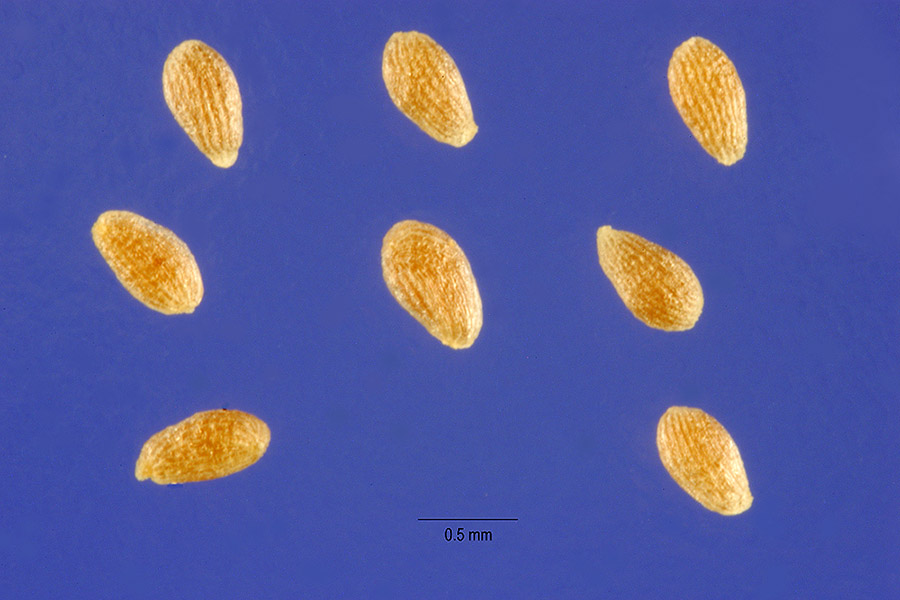
Семена полыни однолетней

По наблюдениям в Монголии в зелёном виде скотом не поедается. Зимой и ранней весной в пожелтевшем виде плохо поедается мелким рогатым скотом и удовлетворительно верблюдами.
Надземная часть растения используется как ароматическая приправа к кулинарным изделиям.
Эфирное масло пригодно для использования в парфюмерной промышленности и мыловарении.
В экспериментах показано угнетающее действие фитонцидов растения на развитие сибирской язвы.
Надземную часть в период цветения применяли в народной медицине при малярии, дизентерии как ранозаживляющее средство.
Из надземной части растения можно получить красную краску для кожи, из корней — лимонно-жёлтую для шёлка, шерсти и кожи.
Декоративное растение.

## Классификация

### Таксономия
Полынь однолетняя входит в род Полынь (Artemisia) семейства Астровые (Asteraceae) порядка Астроцветные (Asterales)
|  |                                      |  |                                                             |                                                             |                    |  | ещё 12 семейств (согласно Системе APG II) | ещё 12 семейств (согласно Системе APG II) |                            |  |  |  | ещё от 200 до 400 видов |
|  |                                      |  |                                                             |                                                             |                    |  | ещё 12 семейств (согласно Системе APG II) | ещё 12 семейств (согласно Системе APG II) |                            |  |  |  | ещё от 200 до 400 видов |
|  |                                      |  |                                                             | порядок Астроцветные                                        |                    |  |                                           |                                           | род Полынь                 |  |  |  |                         |
|  |                                      |  |                                                             | порядок Астроцветные                                        |                    |  |                                           |                                           | род Полынь                 |  |  |  |                         |
|  | отдел Цветковые, или Покрытосеменные |  |                                                             |                                                             | семейство Астровые |  |                                           |                                           | вид Полынь однолетняя      |  |  |  |                         |
|  | отдел Цветковые, или Покрытосеменные |  |                                                             |                                                             | семейство Астровые |  |                                           |                                           |                            |  |  |  |                         |
|  |                                      |  | ещё 44 порядка цветковых растений (согласно Системе APG II) | ещё 44 порядка цветковых растений (согласно Системе APG II) |                    |  |                                           | еще около 900 — 1000 родов                | еще около 900 — 1000 родов |  |  |  |                         |
|  |                                      |  |                                                             | ещё 44 порядка цветковых растений (согласно Системе APG II) |                    |  |                                           |                                           | еще около 900 — 1000 родов |  |  |  |                         |